# Madrasostes tamil
Madrasostes tamil är en skalbaggsart som beskrevs av Renaud Maurice Adrien Paulian 1975. Madrasostes tamil ingår i släktet Madrasostes och familjen Hybosoridae. Inga underarter finns listade i Catalogue of Life.